# Vrtiglav
Vrtiglav es un pueblo ubicado en el municipio de Mionica, distrito de Kolubara, Serbia.

## Superficie
Cuenta con una superficie de 7,987 kilómetros cuadrados.

## Demografía
Hasta 2022 la población era de 341 habitantes, con una densidad de población de 42,70 habitantes por kilómetro cuadrado.
| 740                                                             | 760 | 695 | 607 | 536 | 455 | 488 | 414 | 341 |
| (Fuente: Population statistics of Eastern Europe & former USSR) |     |     |     |     |     |     |     |     |